# Fingal Rónáin
Fingal Rónáin ['fʴinɣal 'Roːnaːnʴ] („Rónáns Verwandtenmord“), auch Aided Máele Fothartaig meic Rónáin („Die Ermordung von Máel Fothartaig mac Rónáin“) ist der Titel einer Erzählung aus dem Historischen Zyklus der keltischen Mythologie Irlands. Im Lebor Laignech („Das Buch von Leinster“) und in einem Manuskript aus der Zeit um 1500 ist sie überliefert.

## Inhalt
Als der König Rónán mac Colmáin (auch als Rónán mac Áedo genannt) von Leinster zum zweiten Male heiratet, verliebt sich seine neue junge Gattin in ihren Stiefsohn Máel Fothartaig mac Rónáin. Dieser will jedoch von der verbotenen Beziehung nichts wissen und weist sie ab. Um weiteren Nachstellungen zu entgehen, reist er für einige Zeit nach Schottland. Darüber in ihrer Eitelkeit gekränkt, verleumdet sie Máel Fothartaig bei Rónán mit der Behauptung, er habe versucht, sie zu verführen. Rónan ist so erzürnt, dass er einem seiner Krieger befiehlt, seinen Sohn, der inzwischen zurückgekehrt ist, mit dem Speer zu töten. Der Sterbende kann jedoch seinem Vater noch den wahren Hergang berichten. Ein Ziehbruder des Ermordeten rächt diesen an der Familie der Königin, indem er deren Vater und einige andere Verwandte ebenfalls tötet. Entsetzt über ihre Tat und die Folgen nimmt sich die Königin das Leben und auch Rónán stirbt vor Gram über das Ergebnis seiner Unbesonnenheit.
Ein ebenfalls tödlich endender Vater-Sohn-Konflikt wird in Aided Oenfir Aífe („Der Tod von Aífes einzigem Sohn“) geschildert. Die biblische Geschichte von Josef und der Frau des Potifar, die griechischen Sagen von Bellerophon und Königin Anteia, besonders aber von Hippolytos und seiner Stiefmutter Phaidra gehören im näheren oder weiteren Sinn zu diesem Themenkreis. Im germanischen Sprachraum siehe auch bei Hildebrandslied.